# Doping
Trong các môn thể thao cạnh tranh, doping là việc sử dụng các loại thuốc tăng cường hiệu suất thể thao bị cấm. Thuật ngữ doping được các tổ chức điều chỉnh các cuộc thi thể thao sử dụng rộng rãi. Việc sử dụng thuốc để tăng cường hiệu suất được coi là phi đạo đức, và do đó bị hầu hết các tổ chức thể thao quốc tế, bao gồm cả Ủy ban Olympic quốc tế cấm. Hơn nữa, các vận động viên (hoặc các chương trình thể thao) thực hiện các biện pháp rõ ràng để trốn tránh sự phát hiện làm trầm trọng thêm hành vi vi phạm đạo đức với sự lừa dối công khai và gian lận.
Nguồn gốc của doping trong thể thao bắt đầu ngay từ khởi đầu của chính thể thao. Từ việc sử dụng các chất trong các cuộc đua xe ngựa cho đến những tranh cãi gần đây hơn về bóng chày và đua xe đạp, quan điểm phổ biến của các vận động viên đã thay đổi rộng rãi từ quốc gia này sang quốc gia khác trong những năm qua. Xu hướng chung giữa các cơ quan chức năng và các tổ chức thể thao trong nhiều thập kỷ qua là quy định chặt chẽ việc sử dụng chất cấm trong thể thao. Lý do của lệnh cấm chủ yếu là các rủi ro về sức khỏe của các loại thuốc tăng cường hiệu suất, sự bình đẳng về cơ hội cho các vận động viên và hiệu quả mẫu mực của môn thể thao không có ma túy đối với công chúng. Các cơ quan chống doping tuyên bố rằng việc sử dụng các loại thuốc tăng cường hiệu suất là đi ngược lại "tinh thần thể thao".

## Lịch sử
Việc sử dụng chất cấm trong thể thao đã có từ hàng thế kỷ, khởi đầu ngay từ khi bắt đầu có về khái niệm thể thao. Vào thời cổ đại, khi người khỏe mạnh nhất của một quốc gia được chọn làm vận động viên hoặc chiến binh, họ được cho ăn chế độ ăn kiêng và được chăm sóc theo cách được coi là có lợi để giúp tăng cơ bắp. Ví dụ, thần thoại Scandinavi nói rằng Berserker có thể uống một hỗn hợp gọi là "butotens", để tăng đáng kể sức mạnh thể chất của họ nhưng có nguy cơ sẽ bị điên. Một giả thuyết cho rằng hỗn hợp này được điều chế từ nấm Amanita muscaria, mặc dù điều này đang còn tranh cãi.
Thế vận hội cổ đại ở Hy Lạp đã bị cáo buộc là có hình thức doping. Ở Rome cổ đại, với việc đua xe ngựa đã trở thành một phần rất lớn trong văn hóa, các vận động viên đã uống các loại thảo dược để tăng cường sức mạnh trước các cuộc đua xe ngựa.
Gần đây, một người tham gia một cuộc đua đi bộ bền bỉ ở Anh, Abraham Wood, cho biết vào năm 1807 rằng ông đã sử dụng laudanum (có chứa thuốc phiện) để giữ cho anh ta tỉnh táo trong 24 giờ trong khi cạnh tranh với Robert Barclay Allardyce. Đến tháng năm 1877, các cuộc đua đi bộ đã kéo dài đến 500 dặm và năm sau, cũng tại hội trường nông nghiệp ở Islington, London, kéo dài đến 520 dặm. Báo Illustrated London News đã nói:
Có thể là một lợi thế để biết rằng một người đàn ông có thể di chuyển 520 dặm trong 138 giờ, và có thể sống qua một tuần với một thời gian nghỉ ngơi vô cùng ngắn, mặc dù chúng ta không cảm nhận được bất cứ ai mà có thể có thể được trọng dụng ở một vị trí nơi khả năng đi bộ này sẽ có ích cho anh ta [và] những gì sẽ đạt được bằng sự lặp lại liên tục việc này.
Mặc dù thế, sự kiện này đã trở nên phổ biến, với 20.000 khán giả tham dự mỗi ngày. Được khuyến khích, các nhà quảng bá đã phát triển ý tưởng và sớm tổ chức các cuộc đua tương tự cho người đi xe đạp.
"... Và nhiều người có khả năng chịu đựng sự đau khổ của họ một cách công khai, cuối cùng, nếu một người đi bộ mệt mỏi, đơn giản là họ ngồi xuống - còn một người đi xe đạp mệt mỏi sẽ ngã xuống xe và có thể khiến những người đi xe đạp khác ngã xuống theo. Điều đó vui hơn nhiều ".
Niềm đam mê với các cuộc đua xe đạp kéo dài sáu ngày liền trải khắp Đại Tây Dương và sự hấp dẫn tương tự cũng mang đến cho đám đông ở Mỹ. Và càng nhiều khán giả chịu trả tiền vào xem, giải thưởng sẽ càng cao và càng khuyến khích người thi đấu tỉnh táo hơn hoặc được giữ tỉnh táo để đi được xa nhất. Việc kiệt sức của họ đã được hạn chế nhờ các soigneurs (từ tiếng Pháp có nghĩa là "người chăm sóc"), người giúp đỡ giống như người hỗ trợ trong môn quyền Anh. Trong số các phương pháp điều trị mà họ cung cấp cho người đua là nitroglycerine, một loại thuốc dùng để kích thích tim sau các cơn đau tim và được cho là có tác dụng cải thiện hơi thở của người lái xe. Người đua bị ảo giác vì kiệt sức và có lẽ là do thuốc trên. Nhà vô địch Mỹ Major Taylor từ chối tiếp tục cuộc đua ở New York, nói: "Tôi không thể tiếp tục đua trong an toàn, vì có một người đàn ông đuổi theo tôi quanh vòng đua với con dao trên tay".
Phản ứng của công chúng đã chống lại các thử nghiệm như vậy, cho dù là đua đơn hoặc đua theo các nhóm hai người. Một báo cáo cho biết:
Một cuộc thi thể thao trong đó những người tham gia điên cuồng, và cuộc đua đã thử thách sức mạnh của họ cho đến khi khuôn mặt của họ trở nên gớm ghiếc với những sự tra tấn khiến cuộc đua không còn là thể thao nữa mà là đó là sự tàn nhẫn. Nó xuất hiện từ các báo cáo về hiệu suất duy nhất này rằng một số người đi xe đạp đã thực sự trở nên điên rồ trong cuộc thi... Sẽ cần nhiều ngày và nhiều tuần phục hồi để đưa các tay đua vào trạng thái ổn định, và có khả năng một số người trong số họ sẽ không bao giờ hồi phục sau những căng thẳng.
Cha đẻ của steroid đồng hóa ở Hoa Kỳ là John Ziegler (1917-1983), một bác sĩ cho đội cử tạ Hoa Kỳ vào giữa thế kỷ 20. Năm 1954, trong chuyến công du tới Vienna cùng đội của mình thi đấu giải vô địch thế giới, Ziegler đã học được từ đồng nghiệp người Nga rằng thành công của đội cử tạ Liên Xô là do họ sử dụng testosterone như một loại thuốc tăng cường hiệu suất. Với quyết định rằng các vận động viên Mỹ cần hỗ trợ hóa học để duy trì tính cạnh tranh, Ziegler đã làm việc với Công ty Dược phẩm CIBA để phát triển một steroid đồng hóa dùng để uống. Điều này dẫn đến việc tạo ra methandrostenolone, xuất hiện trên thị trường vào năm 1960. Trong Thế vận hội năm đó, tay đua xe đạp người Đan Mạch Knud Enemark Jensen đã ngã gục và chết khi đang thi đấu trong cuộc đua xe đạp độ dài 100 km (62 dặm). Khám nghiệm tử thi sau đó cho thấy sự hiện diện của amphetamine và một loại thuốc gọi là nicotinyl tartrate trong cơ thể anh ta.
Chuyên gia về doping của Mỹ, Max M. Novich, đã viết: "Các huấn luyện viên của trường phái cũ đã cung cấp phương pháp điều trị bằng cocaine làm căn bản, tuyên bố với sự đảm bảo rằng một tay đua mệt mỏi trong cuộc đua sáu ngày sẽ có được khả năng tiếp tục thở sau khi hấp thụ các hỗn hợp này. "  John Hoberman, giáo sư tại Đại học Texas ở Austin, Texas, cho biết các cuộc đua kéo dài sáu ngày là "thí nghiệm thực tế kiểm tra sinh lý học của sự căng thẳng cũng như các chất có thể làm giảm kiệt sức." 

## Tỷ lệ
Hơn 30% vận động viên tham gia Giải vô địch thế giới về điền kinh năm 2011 thừa nhận đã sử dụng chất cấm trong sự nghiệp. Theo một nghiên cứu do Cơ quan chống doping thế giới (WADA) thực hiện, thực tế 44% trong số họ đã sử dụng chúng. Tuy nhiên, chỉ 0,5% trong số những người được thử nghiệm đã bị bắt.
Toàn bộ đội điền kinh của Nga đã bị cấm tham dự Thế vận hội Olympic 2016, bởi vì Nhà nước Nga đã tài trợ cho chương trình doping của họ.

### Tình huống khó xử của Goldman
Tình huống khó xử của Goldman, hay vấn đề nan giải của Goldman, là một câu hỏi được đặt ra cho cá vận động viên ưu tú từ một bác sĩ, và nhà báo tên Bob Goldman. Goldman hỏi liệu họ có dùng chất cấm để đảm bảo họ thành công trong thể thao hay không, nhưng chất cấm sẽ khiến họ phải chết sau 1 năm. Trong nghiên cứu của mình, như trong nghiên cứu trước đây của Mirkin, khoảng một nửa số vận động viên trả lời rằng họ sẽ chấp nhận dùng chất cấm, nhưng nghiên cứu hiện đại của James Connor và đồng nghiệp đã cho kết quả thấp hơn nhiều, chỉ 1%, với các vận động viên có mức độ chấp nhận dùng chất cấm tương tự như tỷ lệ dân số Úc đồng ý dùng chất cấm nếu có thể làm nhà vô địch Thế vận hội.

## Các chất cấm

### Steroid
Trong 20 năm qua, sự xuất hiện của steroid trong thể thao đã được coi là một bệnh dịch. Nghiên cứu và thử nghiệm hạn chế đã được tiến hành chỉ để tìm ra những tác động ngắn hạn, có thể đảo ngược đối với các vận động viên cả về thể chất và tinh thần. Những tác dụng phụ này sẽ được giảm bớt nếu vận động viên được phép sử dụng các chất được kiểm soát dưới sự giám sát y tế thích hợp. Những tác dụng phụ này bao gồm áp xe tiêm bắp và các vi khuẩn khác có thể gây nhiễm trùng, từ các sản phẩm giả mà người dùng quyết định mua trên thị trường chợ đen, cho tới huyết áp cao và cholesterol, cũng như vô sinh và các bệnh da liễu như mụn trứng cá nghiêm trọng. Ảnh hưởng tinh thần bao gồm tăng sự hung hăng và trầm cảm, và trong những trường hợp hiếm hoi, tự tử cũng đã xảy ra. Hầu hết các nghiên cứu về tác dụng của steroid đã được chứng minh là không phù hợp và thiếu các xét nghiệm đáng tin cậy cũng như thực hiện các nghiên cứu theo kiểu sai lệch để xác định trước quan điểm của thế giới về việc sử dụng steroid trong thể thao. Những ảnh hưởng lâu dài vẫn chưa thể được xác định chính xác do sự kiểm tra lại các chất này nhưng sẽ bắt đầu xuất hiện khi người dùng steroid sớm đạt đến 50 tuổi trở lên.

#### Strychnine tại Thế vận hội

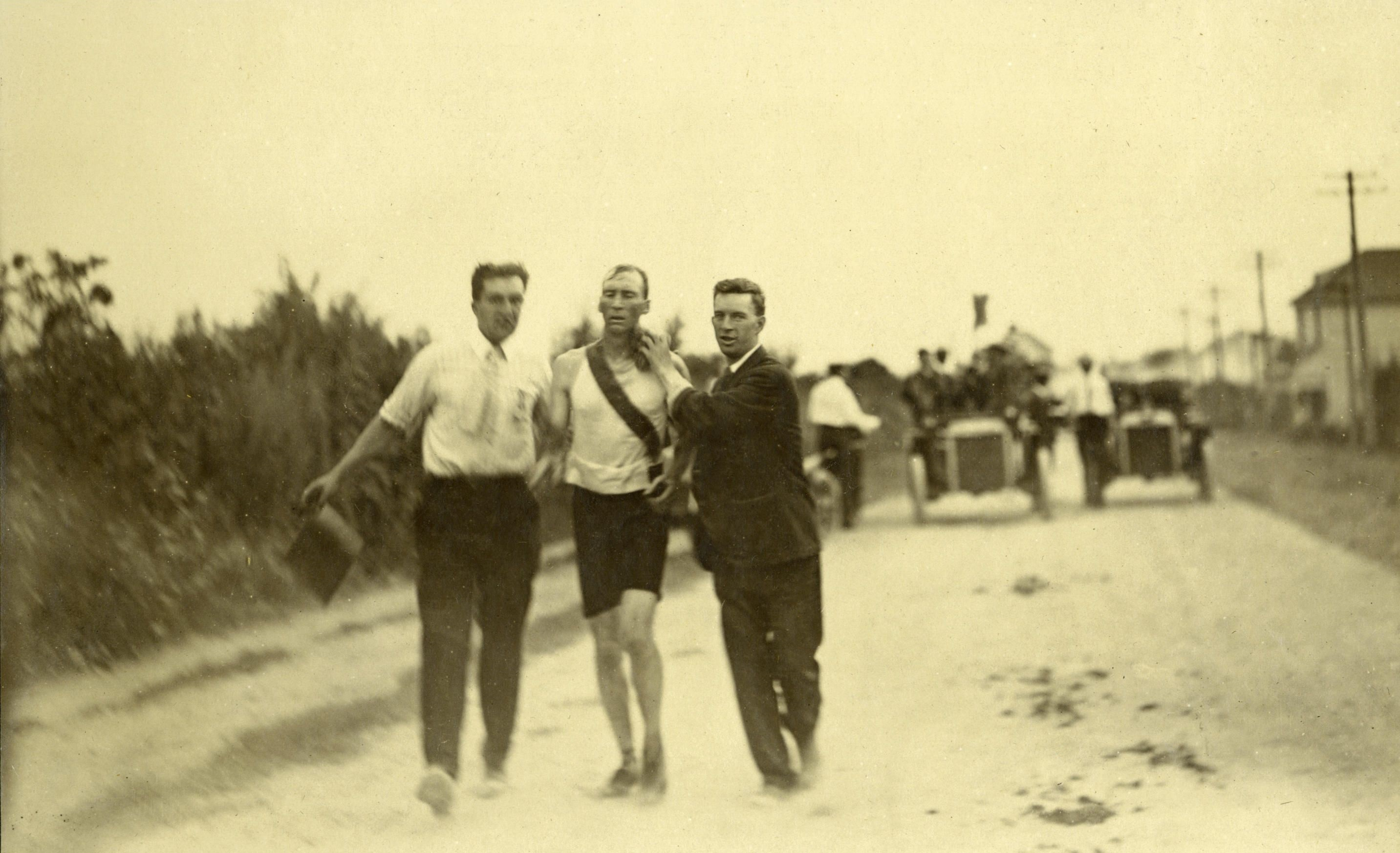
Hicks và những người ủng hộ tại Thế vận hội Mùa hè 1904

Những "thí nghiệm thực tế điều tra sinh lý học của stress cũng như các chất có thể làm giảm kiệt sức" không được biết đến bên ngoài môn đạp xe đạp.
Thomas Hicks, một người Mỹ sinh ra ở Anh vào ngày 7 tháng 1 năm 1875, đã giành chiến thắng trong cuộc thi marathon Olympic năm 1904. Ông vượt qua vạch đích chỉ sau một vận động viên Fred Lorz người Mỹ, mà đã được huấn luyện viên vận chuyển 11 dặm trên đường đua, dẫn đến việc bị truất quyền thi đấu. Tuy nhiên, Charles Lucas, huấn luyện viên của Hicks, rút ra một ống tiêm và đến trợ giúp anh khi Hicks bắt đầu vật lộn để có thể thở được.
Do đó, tôi quyết định tiêm cho anh ta một miligam sunfat strychnine và ép anh ta uống một ly lớn chứa đầy rượu brandy. Hick bắt đầu đạp tiếp một lần nữa với sức khỏe tốt nhất có thể [nhưng] anh ta cần tiêm thêm 1 lần nữa vào thời điểm bốn dặm cuối cùng để có thể đua tốc độ về đích.
Theo nhà sử học thể thao Alain Lunzenfichter  và nhà sử học về doping thể thao, Tiến sĩ Jean-Pierre de Mondenard, cho biết, việc sử dụng strychnine vào thời điểm đó được cho là cần thiết để vượt qua những chặng đua dài.
Cần phải được đánh giá cao rằng tại thời điểm cấm doping vì sức khỏe của các vận động viên hoặc sự thuần khiết của cuộc thi vẫn chưa đi vào vấn dề đạo đức bởi vì, sau cuộc đua marathon này, báo cáo cuộc đua chính thức cho biết: Cuộc đua marathon đã thể hiện từ một góc nhìn y tế xem các thuốc có thể tỏ ra rất hữu ích ra sao cho các vận động viên trong các cuộc đua đường dài.
Hicks, đã đứng "giữa sự sống và cái chết" nhưng đã hồi phục, giành huy chương vàng vài ngày sau đó, và sống đến năm 1952. Tuy nhiên, anh không bao giờ tham gia thi đấu môn điền kinh nữa.

### Chất gây hưng phấn
Chất gây hưng phấn là thuốc thường tác động lên hệ thần kinh trung ương để điều chỉnh chức năng và hành vi tinh thần, làm tăng cảm giác hưng phấn của một cá nhân và giảm cảm giác mệt mỏi. Trong danh sách các chất cấm của Cơ quan Chống Doping Thế giới, chất gây hưng phấn là nhóm lớn thứ hai sau các chất đồng hóa steroid. Ví dụ về các chất kích thích nổi tiếng bao gồm caffeine, cocaine, amphetamine, modafinil và ephedrine. Caffeine, mặc dù là chất kích thích, đã không bị Ủy ban Olympic quốc tế hoặc Cơ quan chống doping thế giới cấm từ năm 2004.
Benzedrine là tên thương mại của amphetamine. Hội đồng châu Âu nói rằng lần đầu tiên nó xuất hiện trong thể thao tại Thế vận hội Berlin năm 1936. Nó được sản xuất vào năm 1887 và sản phẩm phái sinh, Benzedrine, được Gordon Alles phân lập ở Mỹ vào năm 1934. Hiệu ứng cảm nhận của nó mang lại cho nó tên đường phố là "speed". Quân đội Anh sử dụng 72 triệu viên thuốc amphetamine trong Chiến tranh thế giới thứ hai  và RAF đã dùng amphetamine nhiều đến nỗi theo một báo cáo thì "Methedrine đã thắng Trận chiến nước Anh". Vấn đề là amphetamine dẫn đến việc thiếu phán đoán và sẵn sàng chấp nhận rủi ro, điều này trong thể thao có thể dẫn đến màn trình diễn tốt hơn nhưng trong máy bay chiến đấu và máy bay ném bom đã dẫn đến nhiều vụ va chạm máy bay khi hạ cánh, điều RAF không có thể chịu đựng được. Amphetamine đã được rút lại nhưng số lượng lớn thuốc này vẫn còn trên thị trường chợ đen. Amphetamine cũng được sử dụng một cách hợp pháp như là một chất trợ giúp để giảm béo và cũng như một loại thuốc chống trầm cảm trước khi bị loại dần do sự xuất hiện của các chất cấm mới hơn trong những năm 1950.
Everton, một trong những câu lạc bộ hàng đầu trong giải bóng đá Anh, là nhà vô địch của mùa giải 1962. Và nó đã được thực hiện, theo một cuộc điều tra của tờ báo quốc gia, với sự giúp đỡ của benzedrine. Tin tức lan truyền sau chiến thắng của Everton rằng các cầu thủ đã dùng chất cấm này. Tờ báo đã điều tra, trích dẫn nơi phóng viên tin rằng nó đến từ và trích lời thủ môn, Albert Dunlop, nói:
Tôi không thể nhớ làm thế nào chất đó lần đầu tiên được cung cấp cho chúng tôi. Nhưng chúng được phân phối trong phòng thay đồ. Chúng tôi đã không bị bắt buộc phải dùng chúng nhưng hầu hết các cầu thủ đã dùng. Các viên thuốc chủ yếu là màu trắng nhưng một hoặc hai lần chúng có màu vàng. Chúng được sử dụng qua mùa giải 1961-62 và mùa giải vô địch theo sau nó. Uống chất cấm trước đây hầu như không được nêu tên trong câu lạc bộ. Nhưng một khi nó đã bắt đầu, chúng tôi có thể có rất nhiều viên nhộng và uống thỏa thích nếu chúng tôi muốn. Vào những ngày có trận đấu, các viên thuốc này được trao cho hầu hết cầu thủ như một lẽ đương nhiên. Chẳng mấy chốc, một số cầu thủ không thể đá nếu không có thuốc.
Câu lạc bộ đồng ý rằng thuốc này đã được sử dụng nhưng chúng "không thể có tác dụng có hại". Dunlop, tuy nhiên, cho biết ông đã trở thành một người nghiện chất này.
Vào tháng 11 năm 1942, tay đua xe đạp người Ý Fausto Coppi đã dùng "bảy gói amphetamine" để đánh bại kỷ lục tính giờ thế giới trên đường đua. Năm 1960, tay đua người Đan Mạch Knud Enemark Jensen đã gục ngã trong thời gian đua thử nghiệm đồng đội 100 km tại Thế vận hội Olympic ở Rome và chết sau đó trong bệnh viện. Khám nghiệm tử thi cho thấy anh ta đã uống amphetamine và một loại thuốc khác, Ronicol, làm giãn mạch máu. Chủ tịch của liên đoàn xe đạp Hà Lan, ông Piet van Dijk, nói về Rome rằng "cả xe tải chất cấm- [đã] được sử dụng với số lượng hoành tráng như vậy." 
Jock Andrew tay đua xe đạp chuyên nghiệp người Anh những năm 1950 đã nói đùa: "Bạn không bao giờ nên đi theo đuổi đường đua trong một cuộc đua lớn - chỉ cần đi theo dấu vết của các ống tiêm rỗng và giấy bọc chất kích thích là được." 
Người quản lý đội đua xe đạp Hà Lan Kees Pellenaars kể về một tay đua mà ông chăm sóc:
Tôi đưa anh ta đến một trại huấn luyện ở Tây Ban Nha. Cậu bé thay đổi thành một con sư tử. Anh ta chạy xung quanh như thể anh ta được tên lửa cung cấp năng lượng. Tôi nói chuyện với anh ta. Anh ta thực sự rất vui vì anh ấy đã đua tốt và anh ta bảo tôi trông chừng anh ấy. Tôi hỏi có phải anh ta "dùng thứ gì đó" phải không và anh ta nhảy cẫng lên, trèo lên ghế và anh ta rút ra một túi nhựa đựng đầy thuốc từ sâu trong tủ. Tôi cảm thấy trái tim mình ngừng đập một nhịp. Tôi chưa bao giờ thấy rất nhiều pháo hoa cùng nhau như thế. Với một soigneur chúng tôi đếm số viên thuốc: có 5.000, không bao gồm các chế phẩm hormone và thuốc ngủ. Tôi lấy đống thuốc đó đi, và anh ta thở phào. Tôi để anh ta giữ hormone và thuốc ngủ. Sau đó, anh ta dường như đã dùng quá nhiều thuốc cùng một lúc và cuối cùng anh ta đã ngủ vài ngày liền. Chúng tôi không thể đánh thức anh ta dậy. Chúng tôi đưa anh đến bệnh viện và họ phải súc rửa dạ dày. Họ trói anh ta vào giường để ngăn chặn mọi chuyện xảy ra lần nữa. Nhưng bằng cách này hay cách khác, anh ta lại có một số chất kích thích và thích đi dạo trong bệnh viện. Một y tá đi ngang qua thấy anh ta trong hành lang, đi bộ cùng với chiếc giường được buộc chặt vào lưng.
Hiện tại modafinil đang được sử dụng trên toàn thế giới thể thao, với nhiều trường hợp cao cấp thu hút báo chí vì các vận động viên nổi tiếng của Hoa Kỳ đã thử nghiệm thất bại cho chất này. Một số vận động viên bị phát hiện đã sử dụng modafinil đã phản đối vì thuốc không nằm trong danh sách bị cấm tại thời điểm vi phạm của họ, tuy nhiên, Cơ quan phòng chống doping thế giới (WADA) cho rằng đây là chất liên quan đến những người đã bị cấm, vì vậy quyết định đứng. Modafinil đã được thêm vào danh sách các chất bị cấm vào ngày 3 tháng 8 năm 2004, mười ngày trước khi bắt đầu Thế vận hội Mùa hè 2004.
Một cách tiếp cận của các vận động viên để đi vòng qua các quy định về chất kích thích là sử dụng các chất kích thích mới được tạo ra, mà trước đây chưa bị cấm chính thức, nhưng có cấu trúc hóa học hoặc tác dụng sinh học tương tự. Các chất kích thích thiết kế thu hút sự chú ý của truyền thông trong năm 2010 bao gồm mephedrone, ephedrone và fluoroamphetamine, có cấu trúc hóa học và tác dụng tương tự như ephedrine và amphetamine.